# Galês antigo
O galês antigo ou galês arcaico (Hen Gymraeg) é a denominação dada ao galês após o desenvolvimento deste a partir do britônico, geralmente considerado como ocorrido entre meados do século VI e meados do século VII, até o início do século XII, quando se transformou no galês médio.
Deste período, muitos poemas e alguma prosa sobreviveram, embora alguns estejam inscritos em manuscritos posteriores, como, por exemplo, o texto de Y Gododdin. O mais antigo texto sobrevivente escrito inteiramente em galês antigo é provavelmente uma lápide, agora situada na igreja de Tywyn (Gales), datada do início do século VIII. Outro exemplo são anotações em galês antigo nas margens dos Evangelhos de Lichfield (ou Livro de São Chad), datadas dos séculos VIII e IX.
O galês antigo só pode ser compreendido por um falante do galês moderno com a ajuda de notas de referência.